# NGC 3250
NGC 3250 é uma galáxia elíptica (E4) localizada na direcção da constelação de Antlia. Possui uma declinação de -39° 56' 37" e uma ascensão recta de 10 horas, 26 minutos e 32,1 segundos.
A galáxia NGC 3250 foi descoberta em 1 de Fevereiro de 1835 por John Herschel.